# Blu-spec CD
Il Blu-spec CD è una particolare tecnica di masterizzazione creata per migliorare la qualità del tradizionale Audio CD introdotta da Sony Music Entertainment,  
Invece del classico laser ad infra-rossi viene utilizzato un laser a luce blu (quello dei Blu-ray Disc) per la registrazione dei dati sul CD master. Presumibilmente, il laser a luce blu crea un riversamento dei dati più preciso, causando meno distorsione nella lettura ottica con conseguente migliore qualità audio.
Un Blu-spec CD è tecnicamente solo un normale CD che può essere riprodotto su tutti i lettori CD e non richiede un laser a luce blu per essere letto. Non si tratta di un Blu-ray Disc.